# William Moore
William Moore, född den 2 april 1947, är en brittisk tävlingscyklist som tog OS-brons i lagförföljelsen vid olympiska sommarspelen 1972 i München.